# Ignác Reinold
Ignác (Ignaz) Reinold (24. května 1777 Vlčice – 31. prosince 1848 Znojmo) byl varhanář ve Znojmě. Varhany stavěl převážně na Znojemsku a v Dolním Rakousku.

## Život
Narodil se jako syn učitele Ignáce Antonína Reinolda a jeho manželky Veroniky, roz. Brosigové v obci Vlčice v okrese Jeseník a byl zde pokřtěn 24. května 1777. Celým jménem Ignatius Joannes Onuphrius Reynolt. Varhanářství se vyučil ve Znojmě u Josefa Silberbaura. Po Silberbauerově oslepnutí roku 1805 převzal vedení jeho dílny a 7. května téhož roku byl ve Znojmě přijat za měšťana. 1. října 1833 se jako šestapadesátiletý oženil ve Znojmě s čtyřiadvacetiletou služkou, která u něj sloužila, Antonií Pischlovou, dcerou hodináře v Nové Říši. V roce 1830 byl jeho tovaryšem Jan Püschel, pravděpodobně bratr Antonie, který byl starší o dva roky než Antonie (* 16. 8. 1807). Nejpozději roku 1847 se stal Reinoldovým tovaryšem další výborný znojemský varhanář Benedikt (Benedikt) Latzl. Ignác Reinold zemřel ve Znojmě 31. prosince 1848 ve věku 71 let na zápal plic. Jeho vdova Antonie se roku 1853 provdala za jeho tovaryše Benedikta Latzla, který po něm převzal dílnu, kterou vybudoval Reinoldův učitel Josef Silberbauer.

## Dílo
Ignác Reinold stavěl varhany hlavně na Znojemsku a v Dolním Rakousku.